# 日本商品学会
日本商品学会（にほんしょうひんがっかい、英語: Japan Society For Commodity Science）は、日本の学術研究団体の一つ。

## 概要
1935年4月4日設立。学術研究団体としての種別は単独学会。
経営学を学術研究領域とし、商品の生産・流通・消費・廃棄・リサイクル等についてに学際的かつ学術的な研究を行っている。

## 沿革
- 1935年 - 全国大学高等専門学校商品科協議会発足。
- 1937年 - 日本商品学会に改称。
- 1950年 - 新たに「日本商品学会」発足。

## 刊行物

### 商品研究
- 誌名（和文）：商品研究
- 誌名（欧文）：Studies on Commodities
- 創刊年：1950
- 資料種別：ジャーナル（査読付き論文を含む）
- 使用言語：日本語（英文抄録あり）
- 発行形態：印刷体
- 著作権帰属先：学会
- クリエイティブコモンズ：定めていない
- 購読：有料